# Синичино (Псковська область)
Синичино (рос. Синичино) — присілок в Новосокольницькому районі Псковської області Російської Федерації.
Населення становить 5 осіб. Входить до складу муніципального утворення Маєвська волость.

## Історія
Від 2015 року входить до складу муніципального утворення Маєвська волость.

## Населення
| 2001 | 2002 | 2010 |
| ---- | ---- | ---- |
| 16   | →16  | ↘5   |